# Nati nel 1263
| Questa pagina contiene informazioni ricavate automaticamente dalle voci biografiche con l'ausilio del template Bio e di un bot. L'aggiornamento è periodico e automatico e ricostruisce completamente la pagina. Se manca una persona in questa lista, sei pregato di non aggiungerla, ma accertati piuttosto che la sua voce biografica contenga il template Bio e che i dati anagrafici siano correttamente compilati. Se il template Bio manca, inseriscilo tu stesso o, in alternativa, metti l'avviso {{tmp\|Bio}} che ne segnala la mancanza. Se i dati riportati sono sbagliati, correggi direttamente la voce biografica; le modifiche saranno visibili in questa lista entro pochi giorni. Per chiarimenti vedi il progetto biografie. La lista contiene solo le 9 persone che sono citate nell'enciclopedia e per le quali è stato implementato correttamente il template Bio. Pagina aggiornata al 26 giu 2025. |

- 22 gennaio - Ibn Taymiyya, giurista e teologo arabo († 1328)
- Iolanda di Dreux, regina († 1322)
- Elisabetta di Kalisz, nobile tedesca († 1304)
- Gammala, principe mongolo († 1302)
- Bartolomeo Gradenigo, doge († 1342)
- Rosellina di Villeneuve, monaca cristiana, religiosa e mistica francese († 1329)
- Teobaldo II di Lorena, duca francese († 1312)
- Tolberto III da Camino, nobile e politico italiano († 1317)
- Isabella di Villehardouin, principessa († 1312)